# 기원전 59년

## 연호
- 전한(前漢) 신작(神爵) 2년

## 기년
- 전한(前漢) 선제(宣帝) 15년

## 사건
율리우스 카이사르, 집정관 취임
고구리의 시조 주몽(추모대제) 태어남 동부여의 책성에서